# Норрис, Джордж Уильям
Джордж Уильям Норрис (англ. George William Norris; 11 июля 1861, округ Сандаски, Огайо — 2 сентября 1944, Мак-Кук, Небраска) — американский политический деятель, член Республиканской партии США, представитель либерального крыла партии («прогрессист»); провёл пять сроков в Палате представителей Конгресса США (с 1903 до 1913), а затем — ещё пять сроков подряд являлся сенатором от штата Небраска (с 1913 по 1943). Являлся сторонником Нового курса; активно лоббировал создание Администрации долины реки Теннесси (TVA).

## Работы
- The League of Nations : an address (1922)
- Peace without hate : a lecture delivered at the University of Nebraska (1943)